# 平津战役

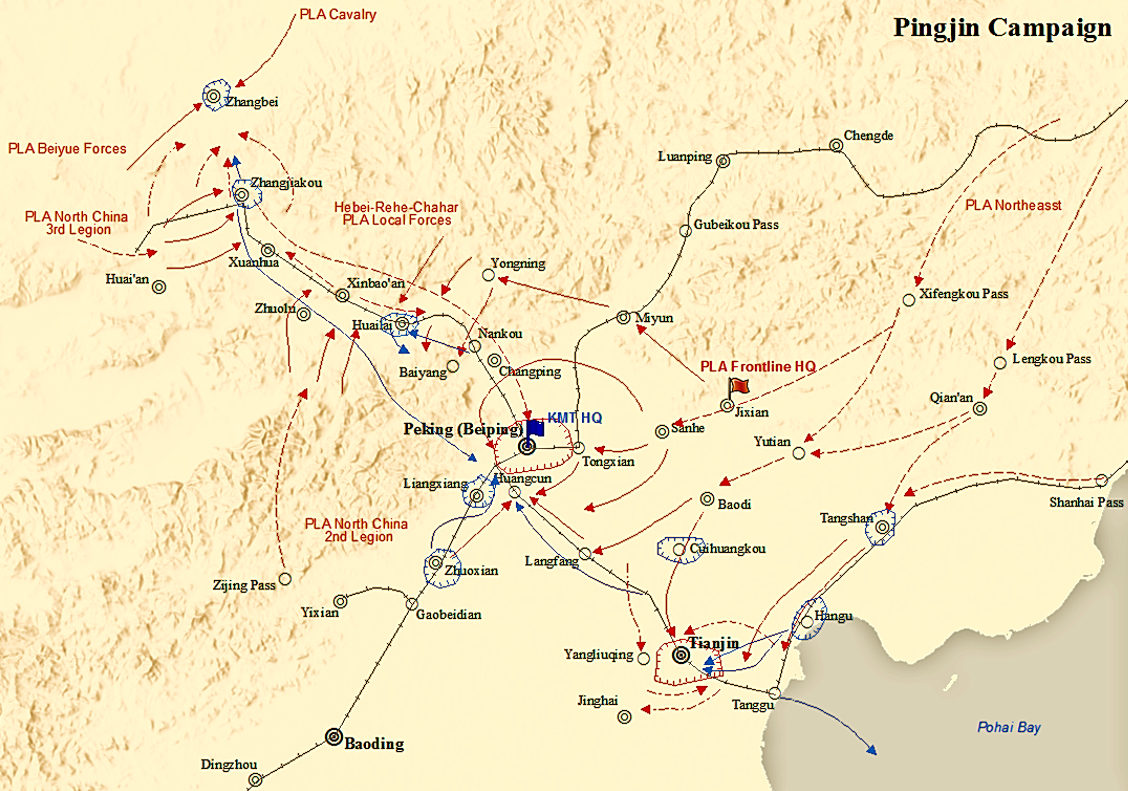
平津會戰形勢

平津戰役是中国近代史中的第二次国共内战“三大战役”之一。1948年11月29日开始，1949年1月31日结束，共64天。林彪、罗荣桓、聂荣臻、刘亚楼指挥中國人民解放军东北野战军和华北军区部队進攻，以伤亡3.9万人的代价，歼灭及改编中華民國國軍3个兵团，13个军50个师52.1万人，控制北平、天津等华北大片地区。

## 背景
1948年9月12日，东北野战军发动辽沈战役，傅作义随即面临两线作战的被动局面。1948年11月2日，沈阳易手，辽沈战役结束，卫立煌集团（東北剿匪總司令部）全军覆没。11月4日，傅作義飞南京同蒋及国府军事高层讨论华北战局，此为平津战役前国方对战局部署的重要会议。4日晚蒋介石、傅作义、何应钦、徐永昌、张治中、林蔚、刘斐、邓文仪召开第一次会议，蒋“以为共党已得东北，苏联直接支持下，李立三、林彪军必先直驱热河，继而察、绥，即控制内蒙以安定外蒙，然后再对平津”。5日会议，傅顺着蒋的思路谈“王道不偏安”，蒋“告以今兹之事实与戡乱之意志，则华北必须固守。当授以交理华北全权，一切由其决定也，并面予鼓励为慰问之”。11月6日蒋“召见顾祝同总长、何应钦部长商议华北军事方略，决令傅作义总司令固守华北，并增加其兵力也。乃即召见傅作义总司令，告以华北绝不能放弃，故并以全权交付之，决勿使其有所顾虑耳。”美国驻华大使司徒雷登与美国经济合作总署中国分署(Mission to China)负责人赖普汉向傅作义许诺，承担粮荒的平津四百万市民的粮食供应，傅作义直接受山東青島的美國西太平洋艦隊援助。11月6日下午傅作义返平。:56。
11月8日第三绥靖区副司令张克侠与何基沣在贾汪起义投共，华东战局骤然恶化，原定增援平津的第五十四军不得不南调船运蚌埠，蒋固守平津的方案遭到影响。11月8日当天蒋给傅作义的手令中仍然持坚决固守平津的态度不变：“中必于最短期内设法增强华北兵力。”淮海战役已经开始，刘峙集团（徐州剿匪總司令部）正处于中國人民解放军华東野戰軍、中原野戰軍两路大军的围攻之下，华中白崇禧集团（華中剿匪總司令部）主力被牵制在平汉路信阳至武汉间地区，西安胡宗南集团被压缩在关中一隅，使得华北傅作义集团（華北剿匪總司令部）如同惊弓之鸟，惶惶不可终日；随后淮海战局日益恶化，东野并未如蒋预料的先攻内蒙而直扑平津，蒋才真正打起了让华北部队撤退的企划。
11月，华北地区剿匪司令傅作义所部60餘万军队放弃承德、保定、山海关、秦皇岛等地，6个军18个师守北平、5个军16个师守天津，1个军8个师守张家口，把12个军五十多万人的部队摆在东起滦县，西到柴沟堡长达五百公里的铁路沿线，组成一字长蛇阵。傅作义在部署上是颇费心机的，他把自己的嫡系部队摆在北平以西，准备向西撤退退回绥远地区，蒋系部队摆在北平以东，准备在战局不利时从天津塘沽乘船南撤。一旦形势发展不利，蒋、傅两系军队便于各奔东西。傅作义害怕自己的嫡系部队南撤后会被蒋介石吞并，故不愿南撤，想固守平津，以观时变，同时又准备在不得已时西退绥远老家。蒋介石和傅作义判断东北野战军刚刚经过辽沈战役，不经过三五个月的修整和补充，不可能入关作战，故发表谈话称华北只要加强战力，整个战局无虞。同时，中國共產黨的林彪、罗荣桓率东北野战军主力80万人在遼瀋戰役结束后迅速入关內，与聂荣臻指挥的华北军区2个兵团共100餘万人，按照中共中央军委的方针将傅作义集团包围在华北地区。

## 过程
平津會戰共分为三个阶段：

### 第一阶段：分割包围傅作义集团
平津战役发起以前，11月18日中央军委指示华北野战军第1兵团（徐向前部）缓攻太原；第3兵团（杨成武部）撤围归绥，减轻傅作义的心理压力，不使傅作义感到过于孤立而撤逃；为对抗1948年10月“闪击西柏坡”而强行军至太行老区曲阳的杨罗耿第2兵团随时向张家口附近出动，阻敌向西逃跑。同时，中央军委指示东北野战军多发表隆重祝捷开会的消息，造成蒋介石、傅作义的错误判断，以为东北野战军短时间内不可能入关，仍在原地休整。中央军委同时还指示东北野战军主力立即结束休整，以最快速度隐蔽入关，向平津塘挺进。人民解放军是在几乎没有现代工业和很少现代交通工具的情况下投入平津战役的，而能不能保证前线部队的需要，直接决定这决战的胜负。东北和华北人民群众紧急动员起来了，长城内外的广大地区，组成了一个井然有序的支前网络，保证了大清河水路和屡遭破坏的北宁铁路和战区公路畅行无阻，部队打到哪里，支援前线的运输大动脉就在哪里跳动着。为了平津战役的胜利，华北、东北解放区共出动民工150万人支援前线。
傅作义在张家口地区的部署：第十一兵团部、第一〇五军军部、整骑5旅、2个保安团在张家口；暂编第11师（即259师）位于宣化，暂编第31师（即271师）位于下花园、赵川堡；第210师、整骑11旅位于柴沟堡、周家河地区。
1948年11月24日正在包围归绥城的华北第三兵团接到中央军委命令：“迅速向东包围张家口”。1948年11月25日，华北野战军第3兵团在杨成武司令员、（政委李井泉留在了晋绥）、李天焕副政治委员的指挥下由集宁地区东进；11月26日第二纵队（辖第5、第6旅）从归绥外围的官村、隆盛庄出发；11月29日抵达东洋河、宣平堡一线；30日拂晓，向张家口外围守军发起攻击，先后占领左卫、柴沟堡、万全、郭磊庄、怀安、沙岭子地区，从东、南、西对张家口形成包围态势。张家口第11兵团司令孙兰峰一看形势不妙，马上向傅作义呼救，傅作义急令在北平丰台的第35军率第101师、第267师及怀来(今怀来镇)的第104军第258师分乘400多辆卡车连夜驰援，于30日抵达张家口；又令昌平的第104军主力移至怀来，涿县的第16军移至南口、昌平间，以确保北平与张家口的联系。这样，人民解放军就成功地吸引北平地区傅系军队增援平绥路，达到了抓住傅系，拖住蒋系的目的。中共中央主席、中央军委主席毛泽东在12月1日、2日连续电示华北三兵团，务必包围几部敌人，紧紧筑工围好，不使跑掉。为此，华北一纵以1个团占领辛庄子站，切断下花园与宣化间铁路。
11月26日凌晨，中共中央军委主席毛泽东电告杨罗耿率华北二兵团于当日自曲阳出动，以5日至6日行程进至涿县、涞水以西地区待命。27日午夜，毛电令华北二兵团于12月1日集中于易县西北紫荆关地区隐蔽待命。
12月1日，张家口国军转入进攻。第三十五军向张、宣之间的华北一纵和万全地区的华北六纵发起进攻；第一〇五军向孔家庄的华北二纵第5旅猛攻。时间紧，且天寒地冻，工事不宜构筑，第50团放弃万全城，团部撤至颐家沟；16旅47团伤亡200人，退出孔家庄。12月2日猛攻沙岭子的华北一纵。12月3日又转攻孔家庄的华北二纵。
12月2日，华北野战军第2兵团在司令员杨得志、政治委员罗瑞卿、参谋长耿飙的指挥下由易县、紫荆关向涿鹿、下花园急进，割断怀来、宣化间的联系；东北先遣兵团在程子华司令员、黄志勇参谋长的指挥下由蓟县向南口、怀来急进，切断北平、怀来间的联系，抓住了傅作义的援军，使其既不能西逃，也不能东撤。
12月4日，傅作义飞抵张家口，召集高级将领会议。当天返回北平。4日凌晨2时，毛泽东电令杨罗耿“应以最快手段攻占下花园地区一线”。4日下午16时，毛泽东再次电令杨罗耿“务以迅速行动，以主力包围宣化、下花园两处之敌”。4日晚21时，毛泽东第三次电令杨罗耿，明确要求华北二兵团最重要的任务是务于明日用全力控制宣化（不含）、怀来（不含）一段，务使张家口之敌不能东退。此时华北二兵团主力还在涿鹿以南山区。12月5日凌晨3时，毛泽东第4次命令华北二兵团“全力在宣化、下花园一线坚决堵击”逃敌。
12月5日,东北野战军先遣兵团第十一纵队一部在行进中强攻密云，歼灭第13军1个师，主力向延庆、怀来急进。冀热察军区部队和华北第4纵队第12旅先后占领土木、沙城、新保安，并破坏了下花园至的铁路和公路。密云失手后，傅作义这才发现东北野战军已经入关，但他判断华北、东北人民解放军将直取北平，遂令第35军由张家口星夜东撤，令第104、第16军由怀来、康庄向西接应第35军；并令蒋系第92军、第62军和第94军主力由津、塘地区开往北平加强防御。毛泽东三次电令杨罗耿的华北二兵团：最重要的任务是务于5日用全力控制宣化、怀来一段，“务使张家口之敌人不能东退”。
第三十五军是傅作义手中的王牌，只有抓住它，才能拖住整个傅系部队。12月6日下午13时（比预定出发时间耽误了7个小时），第三十五军率2个师乘300多辆卡车回北平，张家口、宣化之间的华北一纵未能拦截。第三十五军在鸡鸣驿附近，遭到冀热察军区察东军分区第27团伏击，进入新保安休整一夜。7日拂晓，第三十五军行至西八里，又遭解放军重火力阻击，付出很大伤亡才越过西八里。经沙城镇以南的西水泉时，遭华北第2兵团第4纵队第12旅36团多次冲击，又遭华北四纵12旅34团从东八里向马家台反击歼500余人，第三十五军退至新保安及其以西的西园子。第三十五军在新保安城下继遭炮火猛袭，死伤400余人。7日入夜退守新保安城。东线独立第29团在怀来县城3公里的道路设伏第一〇四军的1个团，团长被击毙，活捉敌人200余人。能否拦住第三十五军去往北平，事关国共大决战的战略全局。鉴于只有华北四纵第12旅的单薄兵力拦住第三十五军的去路，1948年12月7日夜毛泽东特急电报严令华北二兵团

现三十五军及宣化敌一部正向北平逃跑，杨罗耿应遵军委多次电令，阻止敌人东逃。如果该敌由下花园、新保安方向向东逃掉，则由杨罗耿负责。军委早已命令杨罗耿应以迅速行动，于5日到达宣化、怀来间铁路线，隔断宣怀两敌联系，此项任务亦是清楚明确的。杨罗耿即使5日不能到达，6日上午应该可以到达。35军于6日13时由张家口附近东进，只要杨罗耿于6日上午全部或大部到达宣怀段铁路线，该敌即跑不掉。

杨得志后来回忆：“这份电报震动着我的心。毛主席以霹雳之势，行万钧之令”。12月8日凌晨5时，中央军委电令杨罗耿：“你们必须将主力（至少两个纵队）用在敌人逃窜的方向，即东面，以一部位于敌之侧面，务将三十五军与怀来之联系完全切断，不得违误”。这时，华北二兵团大部队还未赶到，第四纵队政委王昭率第12旅在天寒地冻的野外构筑了3道阻击阵地，挡住了三十五军向东的去路。
12月6日下午华北剿总直属第271师（原暂编第31师）怆惶从宣化城出逃南门，企图乘火车到北平向总部集结；当队伍开到南关一带后，得知东部新保安第三十五军被围，铁路被切断，西边沙岭子一带铁路也被破坏，不得不折回城内，于傍晚从西门撤走，企图与张家口孙兰峰部汇合，但行至太师湾村东水泉沟一带，被早已在县知山、草帽山埋伏的华北一纵包围，激战一夜，12月7日上午全师被歼，毙伤俘4000余人，师长张敬修、副师长梁超被活捉，宣化至此易手，彻底切断了张宣通路。华北二纵进占孔家庄至太师庄一线；华北六纵再度占领被第三十五军收复的万全、黄土梁、宣平堡一线，把张家口守军压缩进市区。毛泽东电示华北三兵团全力包围张家口守军，务必不使其逃跑，“如敌逃跑，则坚决歼灭之”。12月7日，华北三兵团调整部署，二纵配置于张家口西南，六纵配置于张家口以北和以西，一纵三旅配置于张家口东北，一纵主力配置于张家口东南，北岳军区王平部和察哈尔骑兵部队于张北、尚义地区待机。其中，北岳军区部队位于南壕堑镇，构成第二道阻击线；西北八纵集结集宁地区，构成第三道阻击线。张家口守军分为野战部队和城防部队：
- 以一〇五军（军长袁庆荣，副军长杨维垣，参谋长成于念）所属第210师（师长李思温）、第259师（师长郭跻堂）、临时配属的第258师（师长张惠源）、整编骑兵第5旅（旅长卫景林）和整编骑兵第11旅（旅长胡逢泰）等部组成野战部队，由第105军军长袁庆荣指挥；野战部队集结地区为：第210师集结于下堡，第259师集结于上堡，第258师集结于东山坡一带，骑5旅集结于大境门、平门一带，骑11旅集结在南营坊、七里茶坊一带，一面构筑工事，一面作突围准备。
- 由察哈尔省保安第3团（团长邢俊杰），第4团（团长张茂青），第5团（团长张兴成），第251师（新32师，师长韩天春）所属第94团（团长胡星文）、第95团（团长鲁世平）、第96团（团长谢克刚）及独立野炮营（营长张令功）、铁甲车大队（队长李修天）和侦察总队第一大队（队长董玉庆）等部组成城防部队，由察哈尔省保安副司令（司令由傅作义兼）兼张家口警备司令靳书科指挥。城防部队的防御部署：新32师担任市区西、南两面，由平门经赐儿山、南营坊、七里茶坊至飞机场之线；察哈尔省保安部队担任市区东、北两面，由飞机场经人头山、元宝山、大境门至平门之线。

12月8日下午13时，第258师以1个团的兵力向张家口南郊的华北二纵五旅14团的吉家房、北新渠阵地猛攻。12月8日，为加强对张家口的包围，华北六纵与华北一纵配合作战，向孔家庄、万全城反击，激战一日，第47团夺回孔家庄，第50团夺回万全城；两纵队重新集结于黄土梁一线。
12月8人，傅作义任命安春山统一指挥第104军、第16军向康庄、怀来前进，接应35军突围，并提醒安春山注意东北进关解放军，沿途如有战事不要滞留不要恋战，接应第35军突围后立即全部撤北平。安春山决定驻怀来联系第16军西进，让副军长王宪章指挥250师、269师西进新保安执行接应任务，并部署：

(一)、二五〇师师长王建业指挥二五〇师附野炮一个营及二六九师(欠一个团)即由现地出发，利用夜间行军到沙城以南的贾家营附近集结，然后向新保安外围的宋家营、马圈子进攻，打开与新保安之间的通路。三十五军向新保安以南突围后，沿永定河北岸的乡土公路经怀来撤回北平。二五〇师、二六九师完成任务后即返回怀来集中。

(二)、军属工兵营、通讯营由王宪章副军长指挥，迅速抢修永定河北岸之公路桥梁，并沟通二五〇师与二六九师之间的有线和无线通讯之间的联系。王宪章副军长到达前沿阵地后，两个师均由王副军长指挥，以电话保持与军长的联系。

(三)、十六军派一个团限定于九日晨八时接二六九师第一团怀来的防务。该军主力固守康庄并对延庆地区敌情严密戒备。

(四)、令三十五军于九日晨待二五〇师、二六九师开始向赵家营、马圈子攻击时，即由新保安向马圈子方向攻击，进行两面夹击赶早突出包围。

(五)、余在怀来候十六军以一个团接替怀来防务后，即率二六九师第一团视情况变化，支援各方作战。

12月8日12时毛泽东电令刚赶到延庆地区的东北野战军第四纵队，限定当夜要插到康庄、怀来、八达岭一线，并包围康庄守敌；第四纵队的任务是要迅速切断怀来的第104军和康庄、南口的第16军与新保安被围的第35军之间的联系，控制康庄至八达岭之间铁路线。第四纵队根据上述电令，当日黄昏从延庆地区出发直奔平级线上的康庄。12月8日18时，杨得志率领四纵第10旅、第11旅和三纵、八纵终于赶到新保安，完全切断了三十五军与怀来第一零四军的联系，初步形成对新保安的包围。但在时间上比毛泽东要求的晚了3天时间。毛泽东发来贺电，通报表扬了四纵12旅，并要求缓攻新保安：“迅速构筑多层包围阵地，长久围困，待命攻击”。8日晚，华北第2兵团第三纵队（司令员郑维山、政委王宗槐）第7旅前卫团进到沙城东南的宋家营村西头时，突遭敌人的猛烈射击，说明第104军已经先到达宋家营。第三纵队司令员郑维山立即命令第7旅前卫团就地展开戒备。郑维山司令员在碱滩村外的一间民宅召开全纵旅团干部会议，华北第三纵队本来负责新保安以西以及西南方向围困任务，但郑维山判断第一〇四军的增援对新保安之战构成极大威胁，郑维山决定抽出第7旅在碱滩、马圈子一带构筑阻击阵地，担当正面阻击敌第104军；第9旅担当包围新保安、抗击第35军从新保安突围的任务；从第9旅抽出一个团部署在马圈子与新保安之间，作为第三纵队的二梯队。
12月9日，怀来的第一〇四军先向土木堡方向行进，被冀热察军区部队堵击，不能推进。转道沙城镇以南的宋家营，绕道新保安东南地区，在12架飞机的掩护下，向西攻击，企图救出第三十五军。第104军进攻的队形以250师居中担任主攻，以269师担任左右两翼的掩护，向华北三纵七旅防守的碱滩阵地发起了攻击。当时，华北三纵与华北二兵团部的电讯联系尚未沟通，兵团部对敌第104军接应第35军突围的情况尚不了解。第二兵团致电“中央军委并告郑维山：郑维山擅自将三纵队围城部队主力调至沙城地区，如三十五军逃跑，郑维山要负完全责任”。郑维山回电：“兵团来电获悉，现在我这里情况严重，处境困难，望令四纵增援我一至两个团”。上午10时，坚守碱滩的华北三纵第7旅560团3营9连奉命撤到二道防线时，进攻的敌军紧跟9连追击，趁机突破了碱滩防线；第560团副团长王守仁来到3营，亲自组织3营的反击，才稳住碱滩阵地。中午12时，第250师以1个团的兵力在飞机和地面炮火掩护下向坚守碱滩的3营发起第二次攻击，再次突破碱滩阵地，3营坚守村落房屋院落阻击阵地侧射，迫使敌军突破阵地后，不能继续向纵深发展；2营4连支援下，3营发起反击把攻占碱滩的敌人驱逐出去，但出击过深遭敌后续部队侧击第三次失守碱滩阵地，第560团集中两个连的兵力反击重新夺回碱滩阵地。华北四纵参谋长唐子安带两个营支援第7旅，第9旅派出2个团增援碱滩，最后稳住了碱滩阵地。第一〇四军军长安春山在无线电里要求郭景云不停顿连续向东对攻，务必突破解放军阻击。9日下午，第104军集中两个团的兵力，以密集队形在十几架飞机轰炸扫射掩护下，再次发动猛攻，推进到马圈子村；第三十五军为策应一〇四军援救，在猛烈炮火掩护下向东八里方面解放军三道防线发起冲锋，先头突围的部队推进到东园子，两军之间相距不过4公里。危急关头，郑维山命令配属三纵的第11旅从沙城向进攻的第104军侧后出击，命令第7旅二梯队实施阵前反击，激战到黄昏，第104军终于退了下去。
12月9日上午8时，张家口方面的第258师以2个团的兵力向张家口南郊的华北二纵五旅14团正面进攻，另以1个团的兵力向14团三营吉家房、北新渠阵地猛攻。12时，以2个团正面进攻，1个团侧后迂回，夹击14团八连阵地。下午15时，以2个团正面进攻，2个团侧后迂回进攻，解放军弃守一线阵地，退守姚家坊二线阵地。下午17时，华北二纵14旅全力反扑，收复全部失地，歼敌1000余人。12月10日凌晨3时，毛泽东致电表扬：“我杨李兵团数日前曾于张家口宣化间歼敌一个师大部并占领宣化，昨日又英勇击退张家口敌主力多次突击，确保自己包围阵地”，华北三、四纵队“击退东西援救之敌军，确保自己阵地”。
12月10日，东北先遣兵团第四纵队在泡儿庄一带歼灭了由康庄向北平逃跑的第十六军主力。第104军由于西有华北第2兵团，东有东北先遣兵团，腹背受敌，自身难保，顾不得营救35军，于10日晚收缩入怀来城，放弃了再度解围新保安，后在逃窜回北平的路上被东北先遣兵团全歼。张家口的第一〇五军，10日9时奉命援救三十五军，在沙岭子一带受阻，午后16时退回张家口。东西援救，均成泡影。这时有人建议第三十五军丢掉汽车徒步突围，或进南山夺路返平，或西向大同方向逃走；军长郭景云说：“400辆汽车是傅总司令的命根子，丢掉了可不好交待。相信傅司令决不会不管我们”，于是命令其第101师师长冯梓为防守司令，向新保安的商民强征杂粮、油、盐，作防守准备，将城内主要通道都筑起地堡、掩体，堵塞胡同，打通民宅，固守待援。
12月11日，华北第3兵团攻克沙岭子、宣化，随即在北岳军区、锡察军区、西北八纵在外围配合下包围了张家口。在此以前，11月23日，东北野战军告别了白山黑水，开始了具有历史意义的向关内大进军。东北人民解放军10个步兵纵队及特种兵数十万大军于11月23日经喜峰口、冷口、山海关越过长城入关后，至12月10日先后到达遵化、玉田、蓟县、丰润等地区集结。这时，平绥路已被解放军切断，傅作义集团西逃得可能是没有了。12月11日，毛泽东发出《关于平津战役的作战方针》，明确指出:“只要塘沽（最重要）、新保安两点攻克，就全局皆活了”“现在唯一的或主要的是怕敌人从海上逃跑，因此在目前两个星期内，应采取围而不打或隔而不围的办法”“暂不要打，以便吸引平津之敌不好从海上逃走的决心”。围而不打，就是对张家口、新保安的傅系军队暂不歼灭；隔而不围，就是对北平、天津只做战略包围，隔断平津塘的联系。为了不使蒋介石决策平津部队海运南撤，中央军委还做出一系列战略决策。指示淮海前线部队暂停对杜聿明集团的进攻，山东军区控制济南附近一段黄河，并在胶济路上预作准备，防止傅作义集团向青岛逃跑，冀中、冀南军区部队和民兵，在华北平原上预先做好阻击的准备，防止傅作义集团可能由平汉、津浦路南逃。
12月12日，东北野战军由遵化、蓟县集结地以最快的速度向北平、天津挺进。中路由东北第一兵团司令员萧劲光、副司令员陈伯钧指挥，第3纵队攻克通县、墎县镇、南苑机场，第6纵队攻占马驹桥、黄村，第10纵队攻占廊坊，切断了北平与天津的联系。右路由东北第二兵团司令员程子华、副司令员彭明治指挥，第4纵队、第5纵队、第11纵队分别攻占南口、昌平、海淀、香山、卢沟桥、丰台、门头沟、石景山等地，从西面、北面包围了北平。
12月15日凌晨，毛泽东致电杨罗耿：加紧完成对三十五军的攻击准备甚好，实行攻击时间需待东北主力入关并确实完成对平津两地的包围之后，大约在20日左右。12月19日，毛泽东再次致电杨罗耿：东野四纵已经向张家口前进，待对张家口敌人完成部署后，即可发起攻击。
察北绥东总指挥鄂友三，率其整编第12旅及安恩达、暂编骑兵第2旅陈秉义两个团、骑一总队包贵廷部两个团，李维业之省保安团，张北、沽源两县之保警团及一些自卫队等游杂部队，共约3000余人，驻守张北，接应张家口。第十一兵团司令部少将高参阎家玙，携带参谋人员、电台一部住张北城，任督战联络官。鄂友三主持之城防会议确定：鄂友三之骑十二旅、陈秉义之暂二旅、包贵廷之骑一总队为依城野战部队，机动控制张北南狼窝沟之长城线与张张公路之畅通，以牵制解放军进攻张家口之兵力；以省保安团李维业部为主力，指挥有关县、乡保警团、乡自卫队、入伍新兵及十一兵团在张北所招收之游杂部队，共约2500余人为守城部队。12月15日凌晨1时，北岳军区部队和察北骑兵、蒙骑十六师、张北县大队、武工队抢占了狼窝沟坝头一带，切断了张北与张家口两地联系之后，突袭北郊馒头营鄂友三骑12旅司令部。鄂部官兵在睡梦中突遭袭击被活捉，骑12旅机枪营全部被歼。鄂友三在酣睡中惊起，仅披一领大衣，抓一匹无鞍马，冒死逃走。余众向康保、商都逃走。当夜3时，攻击张北城。天明，北城、东城全部碉堡及大部工事已被解放军炮火摧毁，而城防司令李维业的预备队成崩溃之势。至上午10时，攻下可以俯瞰全城的西北高地大仙庙阵地，并迅速扩展战果，向市中心推进，占领制高点春和玉药房，封锁大十字道路，火力控制全城。15日下午15时李维业部开西城门夺路西逃。是役，张北城内守敌约500骑被活捉，伤亡约300余。共计歼敌1500多人，拔除了张家口之敌唯一的外围支点。
12月20日，左路第9纵队攻克唐山，第7纵队攻克北塘后，由军粮城渡过海河，攻取咸水沽，割断了天津和塘沽的联系，第8纵队攻克杨村、杨柳青，包围天津西面。之后，第1纵队、第2纵队和第12纵队及特种兵部队也赶到津塘地区。至此，解放军完成了对平津地区的包围和分割，切断了傅作义集团西撤、南撤或由海上撤退的路线。傅作义集团全部被包围在张家口、新保安、北平、天津、塘沽五个孤立地区内。

### 第二阶段：攻克新保安、张家口、天津
中央军委按照先打两头，后打中间的作战方针，开始对新保安实行进攻，围歼三十五军。12月21日14点，华北二兵团各纵向新保安外围发起攻击。12月22日晨7时，华北第二兵团3个纵队6万人对新保安发起总攻。在东北野战军第四纵队炮兵团支援下，华北第2兵团第四纵队进攻东门，第三纵队的七、八、九旅进攻西门和南门、第8纵队进攻西北角。第九旅两个团冲击西门未能取胜。第八纵队22旅攻西北角，经两小时轰击，摧段敌人大部分火力点。进攻东南角的部队集中六〇炮152门，发射炮弹8000余发，城墙被打成斜坡，第11旅某团六连发起冲锋，占领登城点，继续进攻，全旅冲击，一举突入城内，在巷战中向钟阁楼核心阵地猛插。第10旅在东门登城成功，炸开东城门，部队入城巷战。12时，第11旅23团一营占领钟阁，围歼三十五军军部，东城之敌全部被歼。四纵继续向西城发展，三纵第9旅在西门上重新组织火力，第7旅14时攻入南门。第9旅16时突入西门，第8旅14时在西北角登城。经过10个小时的激战，当日17时结束战斗，消滅傅作义起家嫡系部队第三十五军2个师1.6万人，毙伤3000余人，俘12600余人，缴获火炮164门，枪支5500支，汽车377辆，电台6部。第三十五軍軍長郭景雲自戕。22日18时，杨罗耿向中央军委发出报捷电报。22日22时，毛泽东复电：全歼新保安之敌甚慰。杨得志后来回忆：新保安“这一仗惊心动魄，毛主席对我费心不小。”
中央军委估计第三十五军覆灭后，张家口守军有脱逃可能，12月17日把占领南口、八达岭一线阵地的东北野战军第四纵队（纵队部驻居庸关）调归华北三兵团指挥，四纵第10师、第12师当日出发，第11师暂留南口，12月20日夜到达宣化，21日进入张家口以南的宁远堡、榆林堡一带，19时第10师接替华北一纵二旅的阵地，第12师接替华北一纵一旅的阵地。22日，东野四纵第11师将南口的防务移交给东野十一纵队后，向张家口急进。12月22日下午17时，傅作义密令第11兵团司令孙兰峰“立即率张市守军相机突围，向绥远撤退”，并令第一〇五军军长袁庆荣统一指挥突围行动。突围方案为：
- 令察北绥东总指挥鄂友三，率其整编第12旅及安恩达、暂编骑兵第2旅陈秉义等部由张北一带迅速攻占长城线之狼窝沟神威台，以接应张家口突围部队。
- 令第259师为前卫，于22日夜出大境门，向向西甸子、朝天洼、陶赖庙方向攻击前进，打通通向张北、崇礼之道路，掩护全军突围后，改为后卫，向商都转进。
- 令整编骑兵第11旅旅长胡逢泰归整编骑兵第5旅旅长卫景林指挥，从七里茶房经孔家庄、洗马林突围，然后向察北、商都一带转进。
- 第251师师长韩天春部为后卫，掩护全军撤退后，在本军后跟进，向商都一带转进。
- 其余为本队，按第210师、兵团司令部、军司令部、第258师、保安司令部及所属各团之顺序，沿前卫行进路线向商都转进。

12月23日拂晓，张家口第11兵团向北仓皇突围，先头部队第259师（暂编第11师）出大境门，23日早7时被扼守西甸子、朝天洼的华北一纵三旅八团堵击；第三旅守住了西山阵地，但放弃了道路，致使敌在早9时涌进西甸子，10时占了朝天洼，即顺沟分向正北陶赖庙与西北黄土窑子方面冲击。华北三兵团查明敌全力向北突围，华北六纵指挥第三旅，死守朝天洼、乌拉哈达、黄土窑子，坚决在北山阵地堵住敌人。同时，华北二纵指挥第二旅由张垣西面突入平门、大境门，堵住突围之敌，使之不能前进也不能缩回张垣。23日11时，东野四纵副政委欧阳文和参谋长李福泽收到由华北一纵转来的华北三兵团的命令：“张家口之敌全部向北突围。先头8个团已进至西甸子与我六纵队在激战中，令你纵驻宁远堡一线部队沿十三里营房、七里茶房向张家口攻击前进……”。当时，东野四纵吴克华司令员和莫文骅政委正率领师、团军事干部上张家口东山看地形，离第四纵队指挥所有10多公里。欧阳文和李福泽派人向司令员、政委报告的同时，作了部署：“第四纵队主力向张家口之敌压缩，视情况跟踪追击。令12师首先占领王家寨北高地，尔后向东窑子、东沟前进，配合友邻歼灭逃向西甸子、朝天洼之敌。”吴克华司令员和莫文骅政委赶回四纵指挥所，又命令还未进到张家口的第11师，改由青边口向高家营子、乌拉哈达前进，在纵队的右翼迂回追堵逃敌。23日14时，东野四纵发现张家口市区敌人已向北逃走，全纵队立即向敌人发起追击：第10师以29团沿铁路东向张家口前进，第30团沿铁路向张家口前进，至16时30分占领了张家口市区。随后第28团、34团、35团亦相继冲进市区。这时敌人都已拥向城北，拥挤在大境门外慌乱北窜。29团由于部队分散，一时集中不起来，第10师即令28团在前追击敌人。城区一片狼藉，街上到处是扔下的军用物资、弹药、车辆、驮马、骆驼等。23日黄昏，突围国军突破西甸子一线的华北一纵第三旅阵地，继续向朝天洼逃窜。东野四纵35团占领了大境门，17时第35团追上敌人的后卫，和华北二纵歼灭敌人1个骑兵旅的大部和后勤一部约万余人。突围到到朝天洼后，分成两路北逃：一路向陶赖庙、张北方向，一路向二道井子方向。东野四纵主力经张垣东侧山地插至张垣东北之高家营和一、二、三道沟及东窑子一线，以围歼突围之敌于西甸子、朝天洼这一狭窄地区。东野第35团第5连在指导员戚殿文率领下，一路领先，从密集的国军突围人群和车马间隙中挤着前进，无一人掉队，沿途六次渡过没膝深的冰河，棉衣裤都湿透结冰，一天一夜没有吃没有喝，急追30多公里路，占领陶赖庙西南小山，把突围之第105军军部率领的两个师和1个骑兵旅的兵力堵在陶赖庙以西二道井子和990高地之间的山沟里，国军组织两个营的兵力连续10多次冲击，均被第5连3排打垮，以伤亡10人的代价，坚守7小时，堵住逃敌；24日拂晓，敌人又组织近3个营的兵力进行第12次冲击，东野第35团1营和华北二纵一部赶到了陶赖庙。华北一纵第一旅和北岳军区一个旅插至麻地营子、五十家子、汗诺坝一带，以察蒙军区骑兵师布于店门口、黄土坡一线，以期重重围歼逃敌。华北二纵和东北野战军第四纵队主力分由张家口西、东两侧山地并肩由南向北攻击。24日拂晓突围部队被压缩在西甸子、朝天洼、乌拉哈达、黄土窑子之间的狭长山沟里。24日零时，东野四纵第28团、30团、34团、35团、36团共5个团在朝天洼会师，在没有纵队、师指挥员的情况下，第28团团长鞠文仪、第34团副团长江雪山、第35团副团长孙风章主动在一起研究分析情况，尔后分路追击逃敌，并与华北野主力取得联系。从24日早晨开始，解放军展开全面攻击，逐一分割围歼至24日上午10时基本结束。至24日下午16时完成搜索溃敌，除司令官孙兰峰和少数骑兵逃跑外，5.5万全部就歼，活捉第一〇五军军长袁庆荣、少将副军长杨维垣等将级军官13名以下共50309人，缴获各种火炮410门、轻重机枪1515挺、汽车95辆，以及其他大批武器弹药。华北二纵歼敌10300余人，自身仅伤亡26人。东野四纵共毙伤1896名，活捉第1l兵团中将参谋长王韶琴、少将师长韩天春、少将副旅长赵宗瑞以及张家口少将保安司令以下36163人，缴获山野炮27门、汽车112辆、军马3195匹和大批军用物资。战斗硝烟未散，部队还在打扫战场，12月24日中午接到东北野战军总部命令，要东野四纵以最快的速度返回平郊，四纵即将全部缴获和俘虏交给华北部队，立即回师向北平进军。
1949年1月2日起，各攻击部队34万人在天津周围集结。1月10日，淮海戰役結束，人民解放軍勝利。同日，中央军委决定以东北野战军司令员林彪、政治委员罗荣桓、华北军区司令员聂荣臻组成平津战役总前委，林彪为书记。1月11日，蔣介石決定至北平部隊「由空運撤至青島」:132。1月13日，「北平部隊空運青島計劃」開始實施，但城外「不斷向機場轟擊，阻礙甚大」:132。准备进攻天津时期，林彪罗荣桓曾经致函陈诚，劝其出城投降，但陈诚决心顽抗到底。1月14日，解放軍以第1、2纵队为西突击集团，第7、8纵队为东突击集团，第9纵队和第12纵队第34师为南集团发起总攻，第6纵队第17师为总预备队。12时，攻城部队在炮兵和装甲兵配合下，在东西南三个方向打开九个突破口。15日5时，东西主攻部队在金汤桥上胜利会师，完成了对天津守军的拦腰斩断。经29小时激战，全歼守军第62军、第86军2个军10个师13万人，第1纵队第1师第1团攻占天津警备司令部，活捉天津警备司令部司令陈长捷。据守塘沽的蒋系部队第17兵团部及第87军等部5个师共5万餘人，于1月17日乘船南撤。

### 第三阶段：北平开城
天津被攻陷后，傅作义和他的北平守军25万人已完全陷于绝境。北平是世界著名的文化古城，这里有为数众多的名胜古迹，为保护这座古城免遭战火，中共中央和中央军委决定通过谈判，和平解决北平守军，同时也做好一切准备，在谈判不成时，在尽可能保全文化古迹的前提下以战斗方式夺取北平。從1948年12月中旬到1949年1月中旬，傅作义同中共進行了三次和談。1948年11月25日，傅作义第一次派代表出城，到平津前线司令部进行谈判。傅方代表提出一个参加联合政府，军队由联合政府指挥的方案。解放军代表根据中央军委指示，谈判中以“坚持敌人放下武器”为基本原则。由于双方提出的条件相差太远，第一次谈判没有达成协议。第二次谈判地点位于河北蓟县八里庄，1949年1月7日，傅作义派他的议政处长周北峰为代表，到平津前线司令部进行第二次谈判。他提出“军队不用投降或在城内缴械的方式，采取调出城外，用整编的方式来解决。” 林彪、聂荣臻提出，北平守军应根据人民解放军的制度，改编为人民解放军，并限天津守军于1月13日开出城外。双方经过谈判，虽然形成了一个会谈纪要，但是傅作义仍然二心不定，还想看看局势的发展再定。第三次谈判的地点位于通县五里桥，1949年1月14日，即解放军向天津发起总攻的当天，傅作义派他的副总司令官邓宝珊为全权代表进行谈判。邓宝珊首先要求解放军停攻天津，解放军代表林彪、聂荣臻、罗荣桓严正指出，天津已经开始攻击，这次谈判不再包括天津，北平守军应尽快出城接受改编，不要再拖延。1月15日，解放军攻克天津。1月16日，邓宝珊即于人民解放军代表达成和平解放的初步协议，並於1月21日达成和平解决北平问题协议。北平问题的和平解决，傅作义将军立了大功，1955年，中央军委主席毛泽东亲自授予傅作义将军一级解放勋章。从1月22日起，北平守军陆续以师为单位，开到城外听候改编。1949年2月3日，人民解放军举行了盛大的入城式。但是，根据彭真的报告，绝大多数北平市民实际上对共产党政权持观望态度

## 战后
2月10日，經雙方多次商認，擬定改編方案：「㈠原屬華北剿匪總司令部第四及第九兩個兵團和8個軍部三級指揮機構結束，所有工作人員，編入中國人民解放軍平津前線指揮與各兵團及各軍部，其所屬25個師，均改編為中國人民解放軍獨立師。㈡國軍政工人員，凡願留在解放軍工作者，經過訓練後分別錄用。㈢國軍各級軍官，凡接受分配工作者，其本人和家屬，均與解放軍各級幹部和家屬享受同樣待遇。㈣國軍軍官願意學習深造者，按工作職位與程度，分班組織學習。學習期間，其待遇與在職幹部相同。㈤國軍軍官願意回家者：甲、按原薪發餉3個月；乙、發給車票，在解放區境內，沿途供應食宿（包括家屬在內）；丙、一切私人財產均可帶走；丁、按其職務需要，酌予帶護兵一至二名同行；戊、其居住地點在解放區內者，回家後分地一份，只要遵守政府法令，過去一切行為一概不予追究；己、發給『參加北平和平解放證明書』一份，以後如願參加解放軍，仍然歡迎。」

## 参战部队序列

### 中国人民解放军
平津战役总前委
- 书记：林彪
- 成员：林彪、罗荣桓、聂荣臻

| 第六十軍 | 軍長王新亭 政委袁子欽             | 第六十一軍 | 軍長韋傑 政委徐子榮                | 第六十二軍 | 軍長劉忠 政委魯瑞林               |
| 第六十軍 | 第178师（师长胡正平；政委王焕如） | 第六十一軍 | 第181师（师长王诚汉；政委张春森）  | 第六十二軍 | 第184师（师长林彬；政委梁文英）   |
| 第六十軍 | 第179师（师长黄定基；政委萧新春） | 第六十一軍 | 第182师（师长王海东；政委王贵德）  | 第六十二軍 | 第185师（师长涂则生；政委孔俊彪） |
| 第六十軍 | 第180师（师长邓仕俊；政委康烈功） | 第六十一軍 | 第183师 （师长钟发生；政委杨绍曾） | 第六十二軍 | 第186师（师长蒲大义；政委车敏瞧） |

| 第六十三軍 | 軍長鄭維山 政委王宗槐             | 第六十四軍 | 軍長曾思玉 政委王昭               | 第六十五軍 | 軍長邱蔚 政委王道邦                |
| 第六十三軍 | 第187师（师长张英辉；政委刘光裕） | 第六十四軍 | 第190师（师长陈信忠；政委边疆）   | 第六十五軍 | 第193师（师长郑三生；政委史进前）  |
| 第六十三軍 | 第188师（师长宋玉琳；政委李真）   | 第六十四軍 | 第191师（师长谢正荣；政委陈宜贵） | 第六十五軍 | 第194师 （师长赵文进；政委陈亚夫） |
| 第六十三軍 | 第189师（师长杜瑜华；政委蔡长元） | 第六十四軍 | 第192师（师长马卫华；政委王海廷） | 第六十五軍 | 第195师（师长阮平；政委杨银声）    |

| 第六十六軍 | 軍長蕭新槐 政委王紫峰             | 第六十七軍 | 軍長韓偉 政委曠伏兆                | 第六十八軍 | 軍長文年生 政委向仲華             |
| 第六十六軍 | 第196师（师长晨光；政委智生元）   | 第六十七軍 | 第199师（师长李水清；政委李布德）  | 第六十八軍 | 第202师（师长廖鼎祥；政委李斌）   |
| 第六十六軍 | 第197师（师长成少甫；政委钟炳昌） | 第六十七軍 | 第200师（师长盛治华；政委钟华农）  | 第六十八軍 | 第203师（师长杨栋梁；政委李志远） |
| 第六十六軍 | 第198师（师长张开荆；政委黄连秋） | 第六十七軍 | 第201师 （师长彭寿生；政委何兰阶） | 第六十八軍 | 第204师（师长罗文坊；政委严庆堤） |

| 第五十軍   | 軍長曾澤生 政委徐文烈 | 第五十一軍 | 軍長張軫 政委楊春甫   | 第五十四軍 | 軍長丁盛 政委謝明 |
| 第五十軍   | 第148师               | 第五十一軍 | 第211师               | 第五十四軍 | 第130师           |
| 第五十軍   | 第149师               | 第五十一軍 | 第212师               | 第五十四軍 | 第134师           |
| 第五十軍   | 第150师               | 第五十一軍 |                       | 第五十四軍 | 第135师           |
| 第五十軍   | 第160师               | 第五十一軍 |                       | 第五十四軍 |                   |
| 第五十五軍 | 軍長陳明仁 政委王振乾 | 第五十八軍 | 軍長孔慶德 政委方正平 |            |                   |
| 第五十五軍 | 第144师               | 第五十八軍 | 第172师               |            |                   |
| 第五十五軍 | 第215师               | 第五十八軍 | 第173师               |            |                   |
| 第五十五軍 | 第216师               | 第五十八軍 | 第174师               |            |                   |

| 第四十軍 | 軍長羅舜初 政委卓雄 | 第四十五軍 | 軍長黃永勝 政委邱會作 | 第四十六軍 | 軍長詹才芳 政委李中權 |
| 第四十軍 | 第118师             | 第四十五軍 | 第133师               | 第四十六軍 | 第136师               |
| 第四十軍 | 第119师             | 第四十五軍 | 第134师               | 第四十六軍 | 第137师               |
| 第四十軍 | 第120师             | 第四十五軍 | 第135师               | 第四十六軍 | 第138师               |
| 第四十軍 | 第153师             | 第四十五軍 | 第158师               | 第四十六軍 | 第159师               |

| 第三十八軍 | 軍長梁興初 政委梁必業 | 第四十七軍 | 軍長曹里懷 政委周赤萍 | 第四十九軍 | 軍長鍾偉 政委袁昇平 |
| 第三十八軍 | 第112师               | 第四十七軍 | 第139师               | 第四十九軍 | 第145师             |
| 第三十八軍 | 第113师               | 第四十七軍 | 第140师               | 第四十九軍 | 第146师             |
| 第三十八軍 | 第114师               | 第四十七軍 | 第141师               | 第四十九軍 | 第147师             |
| 第三十八軍 | 第151师               | 第四十七軍 | 第160师               | 第四十九軍 | 第162师             |

| 第三十九軍 | 軍長劉震 政委吳法憲 | 第四十一軍 | 軍長吳克華 政委莫文驊 | 第四十二軍 | 軍長萬毅 政委劉興元 |
| 第三十九軍 | 第115师             | 第四十一軍 | 第121师               | 第四十二軍 | 第124师             |
| 第三十九軍 | 第116师             | 第四十一軍 | 第122师               | 第四十二軍 | 第125师             |
| 第三十九軍 | 第117师             | 第四十一軍 | 第123师               | 第四十二軍 | 第126师             |
| 第三十九軍 | 第152师             | 第四十一軍 | 第154师               | 第四十二軍 | 第155师             |

| 第四十三軍 | 軍長李作鵬 政委張池明 | 第四十四軍 | 軍長方強 政委吳富善 | 第四十八軍 | 軍長賀晉年 政委陳仁麒 |
| 第四十三軍 | 第127师               | 第四十四軍 | 第130师             | 第四十八軍 | 第142师               |
| 第四十三軍 | 第128师               | 第四十四軍 | 第131师             | 第四十八軍 | 第143师               |
| 第四十三軍 | 第129师               | 第四十四軍 | 第132师             | 第四十八軍 | 第144师               |
| 第四十三軍 | 第159师               | 第四十四軍 | 第157师             | 第四十八軍 | 第161师               |

| 第五十二軍 | 軍長王勁修 政委楊樹根 | 第五十三軍 | 軍長彭傑如 政委王振乾 |
| 第五十二軍 | 第214师               | 第五十三軍 | 第217师               |
| 第五十二軍 | 第215师               | 第五十三軍 | 第218师               |
| 第五十二軍 | 第216师               | 第五十三軍 | 第219师               |

### 中華民國國軍
華北剿匪總司令部
- 總司令：傅作義
- 副總司令：陳繼承、劉多荃、宋肯堂、上官云相、鄧寶珊、吳奇偉、馮欽哉、郭宗汾
- 參謀長：李世杰
- 副參謀長：

| 第四兵團 |                         |            |                         |
| 司令：李文 | 參謀長：                |            |                         |
| 副司令：袁樸 | 副參謀長：              |            |                         |
| 兵團直轄 |                         |            |                         |
| \| 第十六軍 \| 軍長：袁樸 \| 第九十四軍 \| 軍長：鄭庭鋒 \| \| 第十六軍 \| 第22師（師長：馮龍） \| 第九十四軍 \| 第5師（師長：楊培德） \| \| 第十六軍 \| 第94師（師長：陳鞠） \| 第九十四軍 \| 第43師 \| \| 第十六軍 \| 第109師（師長：朱光墀） \| 第九十四軍 \| 第121師（師長：陳國臣） \| |                         |            |                         |
| 第十六軍 | 軍長：袁樸              | 第九十四軍 | 軍長：鄭庭鋒            |
| 第十六軍 | 第22師（師長：馮龍）    | 第九十四軍 | 第5師（師長：楊培德）   |
| 第十六軍 | 第94師（師長：陳鞠）    | 第九十四軍 | 第43師                  |
| 第十六軍 | 第109師（師長：朱光墀） | 第九十四軍 | 第121師（師長：陳國臣） |

| 第十七兵團 |                         |              |                                  |              |                                |
| 司令：侯鏡如 | 參謀長：                |              |                                  |              |                                |
| 副司令：劉春嶺、林偉儔 | 副參謀長：              |              |                                  |              |                                |
| 兵團直轄 |                         |              |                                  |              |                                |
| \| 第六十二軍 \| 軍長：林偉儔 \| 第九十二軍 \| 軍長：侯鏡如 \| 第十三軍 \| 軍長：石覺 \| \| 第六十二軍 \| 第95師（師長：段云） \| 第九十二軍 \| 第21師（師長：李荻秋） \| 第十三軍 \| 第4師（師長：駱振韶 → 鄧邦捷） \| \| 第六十二軍 \| 第151師（師長：陳植） \| 第九十二軍 \| 第56師（師長：王有湘） \| 第十三軍 \| 第89師（師長：劉建章） \| \| 第六十二軍 \| 第157師（師長：何寶松） \| 第九十二軍 \| 第142師（師長：劉汝霖） \| 第十三軍 \| 第155師 \| \| 第六十二軍 \| \| 第九十二軍 \| 第297師 \| 第十三軍 \| \| \| 第六十二軍 \| \| 第九十二軍 \| 第299師（師長：歐孝全） \| 第十三軍 \| \| \| 第三十五軍 \| 軍長：郭景雲 \| 第一百零四軍 \| 軍長：安春山 \| 第一百零一軍 \| 軍長：李士林 \| \| 第三十五軍 \| 第101師（師長：郭景雲） \| 第一百零四軍 \| 暫250師（師長：王建業） \| 第一百零一軍 \| 第271師（師長：關廷珍） \| \| 第三十五軍 \| 新31師（師長：安春山） \| 第一百零四軍 \| 暫258師（師長：張惠緣 → 趙樹橋） \| 第一百零一軍 \| 第272師（師長：劉化南） \| \| 第三十五軍 \| 新32師（師長：李銘鼎） \| 第一百零四軍 \| 暫269師（師長：慕新亞） \| 第一百零一軍 \| 第273師（師長：鄭海樓） \| \| 第三十五軍 \| \| 第一百零四軍 \| 第43師（師長：王治熙） \| 第一百零一軍 \| \| |                         |              |                                  |              |                                |
| 第六十二軍 | 軍長：林偉儔            | 第九十二軍   | 軍長：侯鏡如                     | 第十三軍     | 軍長：石覺                     |
| 第六十二軍 | 第95師（師長：段云）    | 第九十二軍   | 第21師（師長：李荻秋）           | 第十三軍     | 第4師（師長：駱振韶 → 鄧邦捷） |
| 第六十二軍 | 第151師（師長：陳植）   | 第九十二軍   | 第56師（師長：王有湘）           | 第十三軍     | 第89師（師長：劉建章）         |
| 第六十二軍 | 第157師（師長：何寶松） | 第九十二軍   | 第142師（師長：劉汝霖）          | 第十三軍     | 第155師                        |
| 第六十二軍 |                         | 第九十二軍   | 第297師                          | 第十三軍     |                                |
| 第六十二軍 |                         | 第九十二軍   | 第299師（師長：歐孝全）          | 第十三軍     |                                |
| 第三十五軍 | 軍長：郭景雲            | 第一百零四軍 | 軍長：安春山                     | 第一百零一軍 | 軍長：李士林                   |
| 第三十五軍 | 第101師（師長：郭景雲） | 第一百零四軍 | 暫250師（師長：王建業）          | 第一百零一軍 | 第271師（師長：關廷珍）        |
| 第三十五軍 | 新31師（師長：安春山）  | 第一百零四軍 | 暫258師（師長：張惠緣 → 趙樹橋） | 第一百零一軍 | 第272師（師長：劉化南）        |
| 第三十五軍 | 新32師（師長：李銘鼎）  | 第一百零四軍 | 暫269師（師長：慕新亞）          | 第一百零一軍 | 第273師（師長：鄭海樓）        |
| 第三十五軍 |                         | 第一百零四軍 | 第43師（師長：王治熙）           | 第一百零一軍 |                                |

| 第十一兵團 |                                  |            |                |
| 司令：孫蘭峰 | 參謀長：                         |            |                |
| 副司令：朱矩林 | 副參謀長：                       |            |                |
| 兵團直轄 |                                  |            |                |
| \| 第一零五軍 \| 軍長：袁慶榮 \| 直屬騎兵隊 \| \| \| 第一零五軍 \| 第210師（師長：李思温） \| 直屬騎兵隊 \| 整編騎兵第5旅 \| \| 第一零五軍 \| 第251師（師長：韓天春） \| 直屬騎兵隊 \| 整編騎兵第11旅 \| \| 第一零五軍 \| 第259師（師長：曾潛英 → 郭躋堂） \| 直屬騎兵隊 \| \| |                                  |            |                |
| 第一零五軍 | 軍長：袁慶榮                     | 直屬騎兵隊 |                |
| 第一零五軍 | 第210師（師長：李思温）          | 直屬騎兵隊 | 整編騎兵第5旅  |
| 第一零五軍 | 第251師（師長：韓天春）          | 直屬騎兵隊 | 整編騎兵第11旅 |
| 第一零五軍 | 第259師（師長：曾潛英 → 郭躋堂） | 直屬騎兵隊 |                |

| 晉陝綏邊區司令部 |                                  |
| 司令：鄧寶珊 | 參謀長：                         |
| 副司令： | 副參謀長：                       |
| 兵團直轄 |                                  |
| \| 第二十二軍 \| 軍長：左世允 \| \| 第二十二軍 \| 第86師（師長：高雙城） \| \| 第二十二軍 \| 新11師（師長：張雲銜） \| \| 第二十二軍 \| 伊東游擊縱隊（游擊司令：姜占魁） \| |                                  |
| 第二十二軍 | 軍長：左世允                     |
| 第二十二軍 | 第86師（師長：高雙城）           |
| 第二十二軍 | 新11師（師長：張雲銜）           |
| 第二十二軍 | 伊東游擊縱隊（游擊司令：姜占魁） |

| 北平警備司令 | 司令：陳繼承 → 李文 | 天津警備司令 | 司令：陳長捷 | 保定警備司令 | 司令：馬法五 |
| 北平警備司令 | 民防兵              | 天津警備司令 | 民防兵       | 保定警備司令 | 民防兵       |
| 北平警備司令 | 警力                | 天津警備司令 | 警力         | 保定警備司令 | 警力         |

## 纪念
在天津有平津战役纪念馆。该纪念馆筹建于1995年初，1995年11月29日奠基动工，1997年7月建成开馆。地址是天津市红桥区平津道8号。
平津战役的胜利，就战役指导而言，其主要经验是：
一、运用各种手段将傅作义集团稳住在平津地区，并成功的实现对傅集团分割包围。
二、坚决攻占新保安和天津，先打两头，后取中间，各个歼灭。
三、军事斗争和政治斗争相结合，在地下党配合下，和平解决北平。